# Буян-Сэцэн-хан
Буян-Сэцэн-хан (1554—1603) — монгольский хан из династии Северная Юань (1592—1603), старший сын и преемник монгольского хана Тумэн-Дзасагту-хана.

## Биография
В 1592 году после смерти своего отца Тумэн-Дзасагту-хана Буян-Сэцэн-хан занял монгольский ханский трон и возглавил чахарское ханство. В правление Буяна-Сэцэн-хана Монгольская империя окончательно распалась на отдельные княжества. Баян-Сэцэн-хан признавался другими ханами и князьями великим монгольским ханом только номинально.
Сыновья Буян-Сэцэн-хана (Мангус-тайджи, Кабгар-тайджи, Магу Хитад-хун-тайджи). Мангус-тайджи скончался еще при жизни отца . У Мангуса-тайджи было два сына — Линдан Багатур-тайджи и Сангарджа Отхон-тайджи.